# Peter Gorm Hansen
Peter Gorm Hansen (født 1942) er en dansk økonom, der fra 1984 til 2011 var administrerende direktør for KL.
Hansen blev cand.polit. fra Københavns Universitet i 1968 og blev samme år ansat i Købstadsforeningen, der i forbindelse med kommunalreformen to år senere blev til Kommunernes Landsforening, der senere skiftede navn til KL. Fra 1972 var Peter Gorm Hansen leder af KL's konsulenttjeneste, og fra 1978 organisationens cheføkonom. I 1980 blev han direktør, og i 1984 administrerende direktør. 
Han var medlem af Strukturkommissionen, har været bestyrelsesmedlem i Forum for Offentlig Topledelse og senest medlem af det ekspertudvalg, der skulle komme med forslag til opgaveløsningen efter en eventuel nedlæggelse af regionerne. Udvalget, der blev nedsat af VK-regeringen, nåede dog ikke at færdiggøre arbejdet før regeringsskiftet i 2011, der betød, at flertallet for at afskaffe regionerne ikke længere er til stede.
Privat bor han i Birkerød.